# Могільно-Мале
Могільно-Мале (пол. Mogilno Małe) — село в Польщі, у гміні Добронь Паб'яницького повіту Лодзинського воєводства. Населення — 186 осіб (2011).
У 1975-1998 роках село належало до Серадзького воєводства.

## Демографія
Демографічна структура станом на 31 березня 2011 року:
|          | Загалом | Допрацездатний вік | Працездатний вік | Постпрацездатний вік |
| -------- | ------- | ------------------ | ---------------- | -------------------- |
| Чоловіки | 94      | 20                 | 66               | 8                    |
| Жінки    | 92      | 14                 | 53               | 25                   |
| Разом    | 186     | 34                 | 119              | 33                   |